# Salpa (sommergibile 1912)
Il Salpa è stato un sommergibile della Regia Marina.

## Storia
Nel primo periodo della sua vita operativa, inquadrato nella I Squadriglia Sommergibili, fu impiegato per l'addestramento nel Tirreno settentrionale, facendo base a La Spezia.
Nell'agosto 1914, al comando del tenente di vascello Paolini, si trasferì a Venezia.
All'ingresso dell'Italia nella prima guerra mondiale era a Venezia, ancora assegnato alla I Squadriglia Sommergibili ed al comando del tenente di vascello Paolini.
Fu impiegato in missioni offensive nelle acque di Pola e Trieste.
Il 1º agosto 1916 – comandava l'unità il tenente di vascello Ugo Perriconi – fu mandato a Galiola (Istria) per ultimare la distruzione del sommergibile Pullino, che si era incagliato in tale zona qualche giorno prima e rischiava il recupero da parte nemica. Giunto sul posto, il Salpa non trovò il Pullino, perché il sommergibile era già stato disincagliato, affondando durante il rimorchio. Più tardi s'imbatté nel cacciatorpediniere Magnet e nella torpediniera TB 4, che, dopo aver lasciato la scorta dei pontoni che avevano recuperato il Pullino, stavano rientrando a Lussino: il sommergibile italiano si portò all'attacco ed uno dei siluri asportò la poppa del Magnet, uccidendo 24 uomini ed immobilizzando la nave, che riportò danni gravissimi, anche se poté essere trainata in porto; attaccato dalla TB 4, il Salpa s'immerse e ripiegò, giungendo a Venezia l'indomani. Il Magnet non tornò più in servizio: la sua messa fuori combattimento fu l'unico successo dell'arma subacquea italiana ai danni di una nave da guerra avversaria nel corso della Grande Guerra.
Nel gennaio 1917 era comandante del sommergibile il tenente di vascello Secchi.
Il Salpa durante il conflitto svolse in tutto 40 missioni offensive e 15 difensive.
Disarmato nel 1917, fu radiato l'anno seguente e demolito.